# Stara Wieś Górna (Stara Wieś)
Stara Wieś Górna (hist. Starawieś Górna) – część wsi Stara Wieś w Polsce, położona w województwie śląskim, w powiecie bielskim, w gminie Wilamowice.

## Historia
Pod zaborem austriackim Starawieś Górna stanowiła gminę jednostkową w powiecie Kenty w cyrkule wadowickim, liczącą w 1854 roku 469 mieszkańców.
W Polsce Stara Wieś Górna stanowiła gminę jednostkową w powiecie bialskim w województwie krakowskim, liczącą w 1921 roku 530 mieszkańców.
23 grudnia 1924 połączona ze Starą Wsią Dolną w jedną jednostkę o nazwie Stara Wieś.
W latach 1975–1998 miejscowość wchodziła w skład administracyjny województwa bielskiego.